# Тамлук
Тамлук (англ. Tamluk) — місто в індійському штаті Західна Бенгалія. Адміністративний центр округу Східний Міднапур. Середня висота над рівнем моря — 6 метрів. За даними Всеіндійського перепису 2001 року, в місті проживало 45826 осіб, з яких чоловіки становили 52%, жінки — відповідно 48%. Рівень грамотності дорослого населення становив 77% (при загальноіндійському показнику 59,5%). Рівень грамотності серед чоловіків становив 83%, серед жінок — 72%. 11% населення було молодше 6 років.

## Відомі жителі
- Кхудирам Бос — індійський революціонер.